# Charlotte Burton
Charlotte Burton (ur. 30 maja 1881 w San Francisco, zm. 28 marca 1942 w Los Angeles) – amerykańska aktorka kina niemego.

## Filmografia
| - It Happened Thus - Calamity Anne's Inheritance - The Awakening - Rose of San Juan - Calamity Anne's Vanity - The Greater Love - Calamity Anne's Beauty - Woman's Honor - The Road to Ruin - Her Big Story - The Oath of Pierre - Quicksands (1913) - Truth in the Wilderness (1913) - For the Flag (1913) - While There's Life (1913) - For the Crown (1913) - Through the Neighbor's Window (1913) - Calamity Anne, Heroine (1913) - The Flirt and the Bandit (1913) - Mrs. Carter's Campaign (1913) - The Girl and the Greaser (1913) - The Tale of the Ticker (1913) - Trapped in a Forest Fire (1913) - The Shriner's Daughter (1913) - In the Firelight (1913) - Her Younger Sister - Destinies Fulfilled - The Power of Light - Unto the Weak - At the Potter's Wheel - A Blowout at Santa Banana - The Hermit - The Cricket on the Hearth - The Call of the Traumerei - The Town of Nazareth - The Certainty of Man - The Last Supper - The Widow's Investment - David Gray's Estate - In the Moonlight - Calamity Anne's Love Affair - A Soul Astray - Footprints of Mozart - Metamorphosis - Mein Lieber Katrina - The Unmasking - Mein Lieber Katrina Catches a Convict - The Lure of the Sawdust - A Man's Way - Does It End Right? - The Butterfly - Their Worldly Goods - This Is th' Life - The Song of the Sea Shell - Damaged Goods - The Wrong Birds - Lola - The Mirror - The Redemption of a Pal - Jail Birds - The Final Impulse - A Slice of Life - Old Enough to Be Her Grandpa - In the Candlelight - The Archeologist - The Beggar Child - In Tune - When a Woman Waits | - Restitution - Refining Fires - The Wily Chaperon - In the Twilight - She Never Knew - Heart of Flame - Competition - Ancestry - In the Sunlight - A Touch of Love - The Day of Reckoning - She Walketh Alone - Wife Wanted - The Diamond from the Sky .... Vivian Marston - The Resolve - The Barren Gain - Curly - Sequel to the Diamond from the Sky ... (Fate and the Child, USA) - The Thoroughbred.... Angela Earle - The Smugglers of Santa Cruz - The Craving .... Roby - The Bruiser .... Fen Bernham - Soul Mates .... Muriel Carr - The Highest Bid .... Elsie Burleigh - The Strength of Donald McKenzie .... Mab el Condon - The Man Who Would Not Die .... Agnes - The Torch Bearer .... Janet Dare - The Love Hermit .... Marie Bolton - Lone Star .... Helen Mattes - The Twinkler .... Rose Burke - Up Romance Road (1918) .... Marta Millbanke - Hearts or Diamonds? (1918) .... Adrienne Gascoyne - Man's Desire.... Vera Patton - Polly of the Storm Country .... Evelyn Robertson |